# Club Morro de Arica
El Club Morro de Arica era un club de fútbol peruano, ubicado en la Provincia Constitucional del Callao, fundado en 1900. Fue uno de los precursores del nacimiento de la liga chalaca.

## Historia
El nombre club se debe, en homenaje al lugar con referencia a un hecho patriótico. En este caso al Morro de Arica, que antes formaba parte de territorio peruano, pero fue cedido al gobierno Chileno mediante el Tratado de Lima.
El Club Morro de Arica, solía jugar encuentros con equipos provenientes de los marinos de los buques británicos. Seguidamente, el club empezó practicando el fútbol con muchos equipos contemporáneos del Callao. Entre ellos tenemos: 2 de Mayo, Club Independencia, Alfonso Ugarte, Libertad , Atlético Grau N°1, Atlético Grau N°2, Club Unión Juvenil, San Martín, Club Albarracín, Atlético Chalaco, José Gálvez, Sportivo Colon, English Comercial School, Leoncio Prado, Almirante Grau, Sport Bolognesi, Jorge Chávez No. 2, National F.B.C. entre otros. En 1909, el club participó en un campeonato de fútbol organizado por el Unión Cricket. Luego entre noviembre y dieciembre del siguiente año, el club Morro de Arica participa en un torneo organizado por equipos del primer puerto.
Morro de Arica al igual de la mayor parte de los clubes chalacos, omitieron la invitación de integrarse a la recién formada Liga Peruana de Fútbol en 1912. Morro de Arica, fue uno de los precursores del nacimiento de la liga porteña. En el mismo año hubo intento de crear la liga para los equipos del Callao, pero no llegó concretarse. La iniciativa se impletentó a partir de los años 20, mediante la creación de la Asociación Deportiva Chalaca. Morro de Arica integró la Liga Chalaca N°2 y participó allí por varios años hasta su desaparición.

## Uniforme
Evolución Indumentaria.
| Titular 1 | Titular 2 | Titular 3 | Titular 4 | Titular 5 | Titular 6 |

## Torneos
- Campeonato de Fiestas Patrias: 1903, 1904 y 1905.
- Campeonato Municipal: 1909.
- Torneo Organizado por Unión Cricket de 1909.
- Torneo Equipos Chalacos de 1910.
- Liga Chalaca N°2 desde 1921 al 1928.

## Amistosos
- Partido amistoso de 1908 con San Martín.
- Partido amistoso de 1908 con Unión Callao.

## Enlaces
- Tema: La formación de los clubes deportivos., Capítulo 2 de La difusión del fútbol en Lima, tesis de Gerardo Álvares Escalona, Biblioteca de la Universidad Nacional Mayor de San Marcos
- Tesis Difusión del Fútbol en Lima
- Tema: La formación de los clubes deportivos., Capítulo 4 de Espectáculo y Autogobierno del Fútbol, tesis de Gerardo Álvares Escalona, Biblioteca de la Universidad Nacional Mayor de San Marcos
- Tesis Difusión del Fútbol en Lima